# Sant’Elena fuori Porta Prenestina
Sant’Elena fuori Porta Prenestina (lat.: Sanctae Helenae extra Portam Praenestinam) ist die römisch-katholische Pfarrkirche der gleichnamigen Pfarrei im römischen Quartiere VII, Prenestino-Labicano im Osten Roms. Sie wurde 1914 in einem 1379 als terra de sancta Helena bezeichneten Gebiet erbaut.
Papst Johannes Paul II. erklärte Sant’Elena am 25. Mai 1985 zur Titeldiakonie, die beim Konsistorium am 18. Februar 2012 João Kardinal Bráz de Aviz zugewiesen wurde.

## Kardinaldiakone
- Édouard Gagnon PSS (1985–1996)
- vakant (1996–2006)
- Peter Poreku Dery (2006–2008)
- vakant (2008–2012)
- João Bráz de Aviz (seit 2012; seit 4. März 2022 Kardinalpriester pro hac vice)